# Buxerolles (Côte-d’Or)
Buxerolles ist eine französische Gemeinde mit 34 Einwohnern (Stand 1. Januar 2022) im Département Côte-d’Or in der Region Bourgogne-Franche-Comté. Sie gehört zum Arrondissement Montbard und zum Kanton Châtillon-sur-Seine.
Nachbargemeinden sind Gurgy-le-Château im Norden, Arbot im Nordosten, Colmier-le-Haut im Südosten und Chambain im Südwesten.

## Bevölkerungsentwicklung
| Jahr                       | 1962 | 1968 | 1975 | 1982 | 1990 | 1999 | 2008 | 2015 |
| -------------------------- | ---- | ---- | ---- | ---- | ---- | ---- | ---- | ---- |
| Einwohner                  | 78   | 57   | 32   | 34   | 39   | 37   | 24   | 28   |
| Quellen: Cassini und INSEE |      |      |      |      |      |      |      |      |